# Villarrica
Villarrica este un oraș din departamentul Guairá, Paraguay.